# Brikama
Brikama is een stad in Gambia en is de hoofdplaats van de divisie Western.
Brikama telt naar schatting 93.000 inwoners.

## Stedenbanden

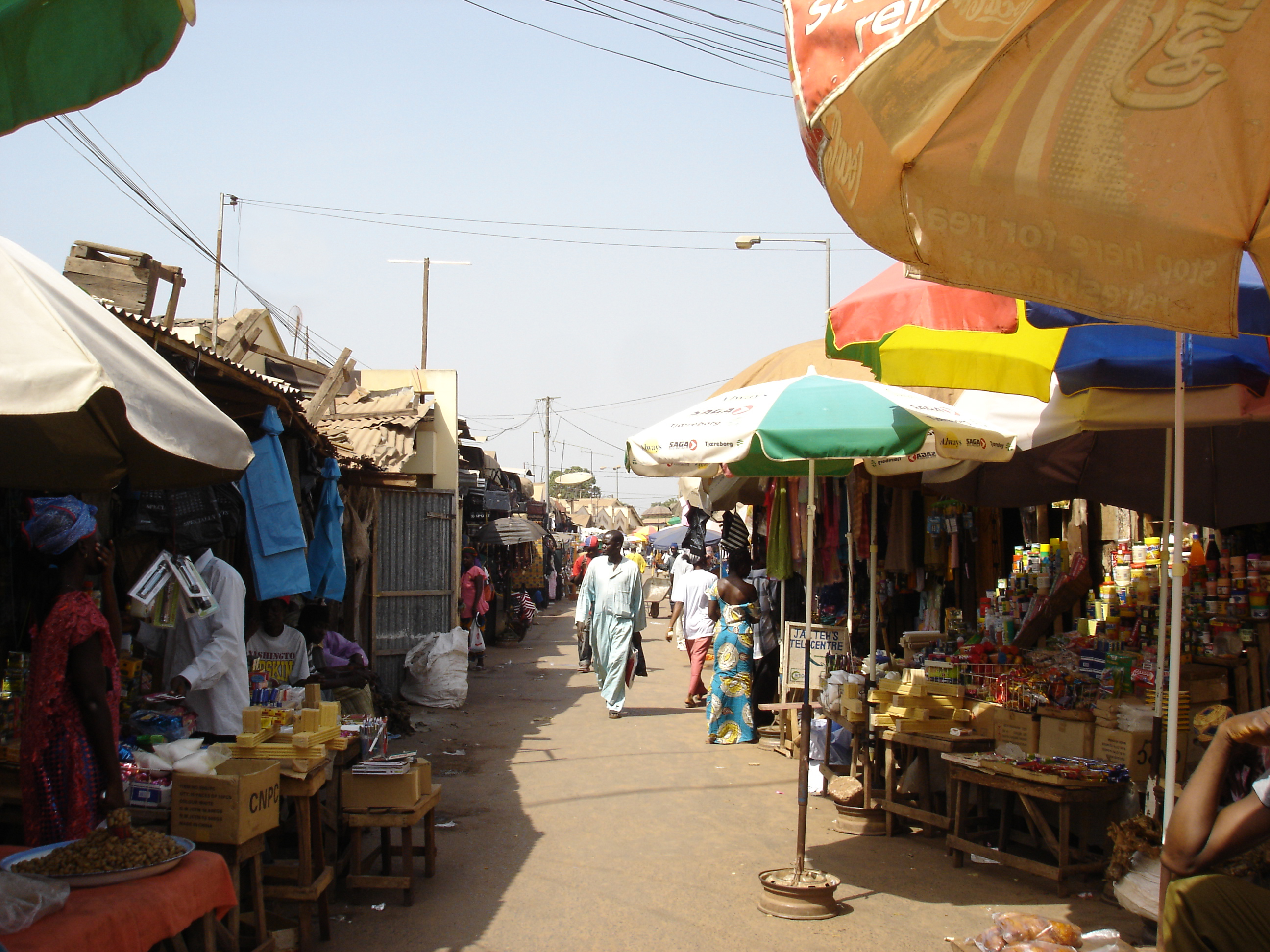
Brikama

- Senegal, Joal-Fadiouth (Senegal)
- Senegal, Grand Yoff (Senegal)[1]